# Selección femenina de fútbol de Jamaica
La selección femenina de fútbol de Jamaica (en inglés Jamaica women's national football team) es el equipo representativo del país en las competiciones oficiales de fútbol femenino. Es controlada por la Federación de Fútbol de Jamaica perteneciente a la Concacaf.

## Estadísticas

### Copa Mundial Femenina de Fútbol
| Edición | Resultado        | Posición       | PJ             | PG             | PE             | PP             | GF             | GC             |
| ------- | ---------------- | -------------- | -------------- | -------------- | -------------- | -------------- | -------------- | -------------- |
| 1991    | No clasificó     | No clasificó   | No clasificó   | No clasificó   | No clasificó   | No clasificó   | No clasificó   | No clasificó   |
| 1995    | No clasificó     | No clasificó   | No clasificó   | No clasificó   | No clasificó   | No clasificó   | No clasificó   | No clasificó   |
| 1999    | No clasificó     | No clasificó   | No clasificó   | No clasificó   | No clasificó   | No clasificó   | No clasificó   | No clasificó   |
| 2003    | No clasificó     | No clasificó   | No clasificó   | No clasificó   | No clasificó   | No clasificó   | No clasificó   | No clasificó   |
| 2007    | No clasificó     | No clasificó   | No clasificó   | No clasificó   | No clasificó   | No clasificó   | No clasificó   | No clasificó   |
| 2011    | No participó     | No participó   | No participó   | No participó   | No participó   | No participó   | No participó   | No participó   |
| 2015    | No clasificó     | No clasificó   | No clasificó   | No clasificó   | No clasificó   | No clasificó   | No clasificó   | No clasificó   |
| 2019    | Fase de grupos   | 23.º           | 3              | 0              | 0              | 3              | 1              | 12             |
| 2023    | Octavos de final | 13.º           | 4              | 1              | 2              | 1              | 1              | 1              |
| 2027    | Por disputarse   | Por disputarse | Por disputarse | Por disputarse | Por disputarse | Por disputarse | Por disputarse | Por disputarse |
| Total   | 2/9              | 24.º           | 7              | 1              | 2              | 4              | 2              | 13             |

### Campeonato Femenino de la Concacaf
| Edición | Resultado      | Posición     | PJ           | PG           | PE           | PP           | GF           | GC           |
| ------- | -------------- | ------------ | ------------ | ------------ | ------------ | ------------ | ------------ | ------------ |
| 1991    | Fase de grupos | 7.º          | 3            | 0            | 0            | 3            | 1            | 12           |
| 1993    | No participó   | No participó | No participó | No participó | No participó | No participó | No participó | No participó |
| 1994    | Quinto lugar   | 5.º          | 4            | 0            | 0            | 4            | 0            | 22           |
| 1998    | No participó   | No participó | No participó | No participó | No participó | No participó | No participó | No participó |
| 2000    | No participó   | No participó | No participó | No participó | No participó | No participó | No participó | No participó |
| 2002    | Fase de grupos | 8.º          | 3            | 0            | 0            | 3            | 1            | 13           |
| 2006    | Cuarto lugar   | 4.º          | 3            | 1            | 0            | 2            | 2            | 7            |
| 2010    | No participó   | No participó | No participó | No participó | No participó | No participó | No participó | No participó |
| 2014    | Fase de grupos | 5.º          | 3            | 1            | 0            | 2            | 8            | 4            |
| 2018    | Tercer lugar   | 3.º          | 5            | 2            | 1            | 2            | 12           | 10           |
| 2022    | Tercer lugar   | 3.º          | 5            | 3            | 0            | 2            | 6            | 8            |
| Total   | 7/11           | 6.º          | 26           | 7            | 1            | 18           | 30           | 76           |

### Copa Oro Femenina de la Concacaf
| Edición | Resultado    | Posición     | PJ           | PG           | PE           | PP           | GF           | GC           |
| ------- | ------------ | ------------ | ------------ | ------------ | ------------ | ------------ | ------------ | ------------ |
| 2024    | No clasificó | No clasificó | No clasificó | No clasificó | No clasificó | No clasificó | No clasificó | No clasificó |
| Total   | 0/1          | -            | -            | -            | -            | -            | -            | -            |

### Juegos Panamericanos
| Edición | Resultado      | Posición       | PJ             | PG             | PE             | PP             | GF             | GC             |
| ------- | -------------- | -------------- | -------------- | -------------- | -------------- | -------------- | -------------- | -------------- |
| 1999    | No participó   | No participó   | No participó   | No participó   | No participó   | No participó   | No participó   | No participó   |
| 2003    | No participó   | No participó   | No participó   | No participó   | No participó   | No participó   | No participó   | No participó   |
| 2007    | Fase de grupos | 6.º            | 4              | 1              | 1              | 2              | 3              | 17             |
| 2011    | No participó   | No participó   | No participó   | No participó   | No participó   | No participó   | No participó   | No participó   |
| 2015    | No clasificó   | No clasificó   | No clasificó   | No clasificó   | No clasificó   | No clasificó   | No clasificó   | No clasificó   |
| 2019    | Séptimo lugar  | 7.º            | 4              | 1              | 0              | 3              | 2              | 7              |
| 2023    | Octavo lugar   | 8.º            | 4              | 0              | 0              | 4              | 1              | 25             |
| 2027    | Por disputarse | Por disputarse | Por disputarse | Por disputarse | Por disputarse | Por disputarse | Por disputarse | Por disputarse |
| Total   | 3/7            | 10.º           | 12             | 2              | 1              | 9              | 6              | 49             |

## Últimos partidos y próximos encuentros
Actualizado al último partido jugado el 29 de junio de 2025
| Fecha      | Ciudad               | Local          | Resultado | Visitante | Competición      |
| ---------- | -------------------- | -------------- | --------- | --------- | ---------------- |
| 27-02-2024 | La Pintana           | Chile          | 1:0       | Jamaica   | Partido amistoso |
| 01-06-2024 | Recife               | Brasil         | 4:0       | Jamaica   | Partido amistoso |
| 04-06-2024 | Salvador             | Brasil         | 4:0       | Jamaica   | Partido amistoso |
| 25-10-2024 | Montbéliard          | Francia        | 3:0       | Jamaica   | Partido amistoso |
| 29-11-2024 | Montego Bay          | Jamaica        | 3:0       | Sudáfrica | Partido amistoso |
| 02-12-2024 | Kingston             | Jamaica        | 3:2       | Sudáfrica | Partido amistoso |
| 23-02-2025 | San Martín de Porres | Perú           | 0:2       | Jamaica   | Partido amistoso |
| 26-02-2025 | Callao               | Perú           | 2:3       | Jamaica   | Partido amistoso |
| 05-04-2025 | Kansas City          | México         | 3:0       | Jamaica   | Partido amistoso |
| 08-04-2025 | Houston              | México         | 4:0       | Jamaica   | Partido amistoso |
| 03-06-2025 | St. Louis            | Estados Unidos | 4:0       | Jamaica   | Partido amistoso |
| 29-06-2025 | Leicester            | Inglaterra     | 7:0       | Jamaica   | Partido amistoso |

## Jugadoras

### Última convocatoria
Jugadoras convocadas para la Copa Mundial de 2023, con Sashana Campbell nombrada como jugadora de reserva.
Entrenador:  Hubert Busby Jr.
| No. | Pos. | Jugadora           | Fecha de nacimiento (edad)        | Apa. | Goles | Club                      |
| --- | ---- | ------------------ | --------------------------------- | ---- | ----- | ------------------------- |
| 1   | POR  | Sydney Schneider   | 31 de agosto de 1999 (23 años)    | 21   | 0     | Sparta Praga              |
| 2   | MED  | Solei Washington   | 1 de julio de 2005 (18 años)      | 0    | 0     | Concorde Fire SC          |
| 3   | DEF  | Vyan Sampson       | 2 de julio de 1996 (27 años)      | 8    | 0     | Hearts                    |
| 4   | DEF  | Chantelle Swaby    | 6 de agosto de 1998 (24 años)     | 30   | 0     | Fleury                    |
| 5   | DEF  | Konya Plummer      | 2 de agosto de 1997 (25 años)     | 31   | 2     | Agente libre              |
| 6   | MED  | Havana Solaun      | 23 de febrero de 1993 (30 años)   | 16   | 2     | Houston Dash              |
| 7   | MED  | Peyton McNamara    | 22 de febrero de 2002 (21 años)   | 2    | 0     | Ohio State Buckeyes       |
| 8   | MED  | Drew Spence        | 23 de octubre de 1992 (30 años)   | 7    | 1     | Tottenham Hotspur         |
| 9   | DEL  | Kameron Simmonds   | 6 de diciembre de 2003 (19 años)  | 1    | 0     | Tennessee Volunteers      |
| 10  | DEL  | Jody Brown         | 16 de abril de 2002 (21 años)     | 29   | 13    | Florida State Seminoles   |
| 11  | DEL  | Khadija Shaw       | 31 de enero de 1997 (26 años)     | 38   | 56    | Manchester City           |
| 12  | DEL  | Kalyssa Van Zanten | 25 de agosto de 2001 (21 años)    | 6    | 1     | Notre Dame Fighting Irish |
| 13  | POR  | Rebecca Spencer    | 22 de febrero de 1991 (32 años)   | 9    | 0     | Tottenham Hotspur         |
| 14  | DEF  | Deneisha Blackwood | 7 de marzo de 1997 (26 años)      | 28   | 2     | Issy                      |
| 15  | DEL  | Tiffany Cameron    | 16 de octubre de 1991 (31 años)   | 13   | 6     | Agente libre              |
| 16  | DEL  | Paige Bailey-Gayle | 12 de noviembre de 2001 (21 años) | 6    | 0     | Crystal Palace            |
| 17  | DEF  | Allyson Swaby      | 3 de octubre de 1996 (26 años)    | 28   | 1     | París Saint-Germain       |
| 18  | MED  | Trudi Carter       | 18 de noviembre de 1994 (28 años) | 21   | 9     | Agente libre              |
| 19  | DEF  | Tiernny Wiltshire  | 8 de mayo de 1998 (25 años)       | 11   | 0     | Agente libre              |
| 20  | MED  | Atlanta Primus     | 21 de abril de 1997 (26 años)     | 7    | 0     | London City Lionesses     |
| 21  | DEL  | Cheyna Matthews    | 10 de noviembre de 1993 (29 años) | 12   | 0     | Chicago Red Stars         |
| 22  | DEL  | Kayla McCoy        | 3 de septiembre de 1996 (26 años) | 15   | 3     | Rangers                   |
| 23  | POR  | Liya Brooks        | 17 de mayo de 2005 (18 años)      | 2    | 0     | Washington State Cougars  |